# Districtele Siriei
     Guvernoratul Alep
     Guvernoratul Damasc
     Guvernoratul Daraa
     Guvernoratul Deir ez-Zor
     Guvernoratul Hama
     Guvernoratul Al-Hasakah
     Guvernoratul Homs
     Guvernoratul Idlib
     Guvernoratul Latakia
     Guvernoratul Quneitra
     Guvernoratul Ar-Raqqa
     Guvernoratul Rif Dimashq
     Guvernoratul As-Suwayda
     Guvernoratul Tartus

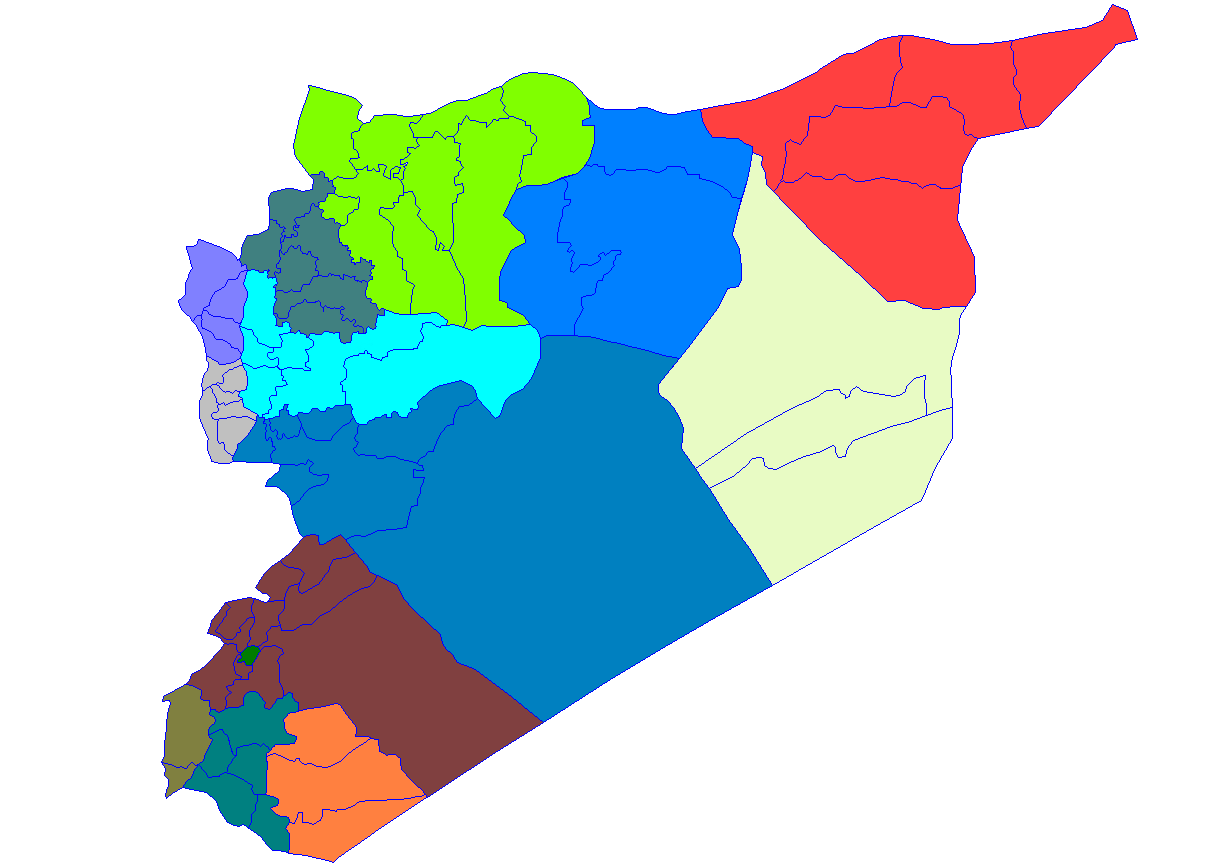
Districtele Siriei
Guvernoratul Alep
Guvernoratul Damasc
Guvernoratul Daraa
Guvernoratul Deir ez-Zor
Guvernoratul Hama
Guvernoratul Al-Hasakah
Guvernoratul Homs
Guvernoratul Idlib
Guvernoratul Latakia
Guvernoratul Quneitra
Guvernoratul Ar-Raqqa
Guvernoratul Rif Dimashq
Guvernoratul As-Suwayda
Guvernoratul Tartus

Districtele reprezintă cel de-al doilea nivel în ierarhia organizării administrative a Siriei. Cele 14 guvernorate ale Siriei (muhafazat) sunt divizate în 65 de districte, numite nativ manatiq (sing. mintaqah), inclusiv orașul Damasc. Districtele, sunt ulterior subdivizate în 281 de subdistricte (nawahi, sing. nahiya). Fiecare district poartă numele capitalei de district.

## Lista districtelor
Mai jos sunt prezentate districtele Siriei, după guvernoratul din care fac parte (capitalele districtelor fiind cu text aldin). Unele părți din Guvernoratul Quneitra sunt sub ocupație israeliană din 1967 (vezi Înălțimile Golan).

### Guvernoratul Alep
- Districtul Afrin
- Districtul Al-Bab
- Districtul Al-Safira
- Districtul Atarib
- Districtul Ayn al-Arab
- Districtul Azaz
- Districtul Dayr Hafir
- Districtul Jarabulus
- Districtul Manbij
- Districtul Mount Simeon

### Guvernoratul Damasc

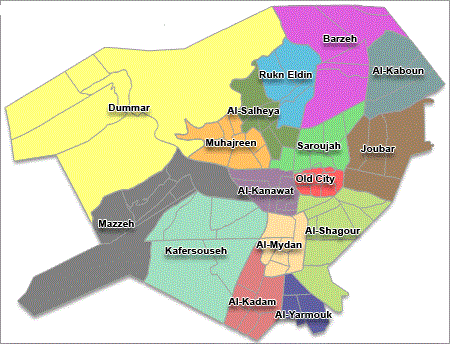

- Damasc

### Guvernoratul Daraa
- Districtul Al-Sanamayn
- Districtul Daraa
- Districtul Izra

### Guvernoratul Deir ez-Zor
- Districtul Al-Bukamal
- Districtul Deir ez-Zor
- Districtul Mayadin

### Guvernoratul Hama
- Districtul Al-Salamiyah
- Districtul Al-Suqaylabiyah
- Districtul Hama
- Districtul Masyaf
- Districtul Mhardeh

### Guvernoratul Al-Hasakah
- Districtul Al-Hasakah
- Districtul Al-Malikiyah
- Districtul Al-Qamishli
- Districtul Ras al-Ayn

### Guvernoratul Homs
- Districtul Al-Mukharram
- Districtul Al-Qusayr
- Districtul Al-Rastan
- Districtul Homs
- Districtul Tadmur
- Districtul Taldou
- Districtul Talkalakh

### Guvernoratul Idlib
- Districtul Ariha
- Districtul Harem
- Districtul Idlib
- Districtul Jisr al-Shughur
- Districtul Maarrat al-Nu'man

### Guvernoratul Latakia
- Districtul Al-Haffah
- Districtul Jableh
- Districtul Latakia
- Districtul Qardaha

### Guvernoratul Quneitra
- Districtul Fiq
- Districtul Quneitra

### Guvernoratul Ar-Raqqa
- Districtul Al-Thawrah
- Districtul Ar-Raqqa
- Districtul Tell Abyad

### Guvernoratul Rif Dimashq
- Districtul An-Nabek
- Districtul Al-Qutayfah
- Districtul Al-Tall
- Districtul Al-Zabadani
- Districtul Darayya
- Districtul Douma
- Districtul Markaz Rif Dimashq
- Districtul Qatana
- Districtul Qudsaya
- Districtul Yabroud

### Guvernoratul As-Suwayda
- Districtul As-Suwayda
- Districtul Salkhad
- Districtul Shahba

### Guvernoratul Tartus
- Districtul Al-Shaykh Badr
- Districtul Baniyas
- Districtul Duraykish
- Districtul Safita
- Districtul Tartus